# محين خليفة
محين خليفة (مواليد 10 يونيو 1994، لاعب كرة قدم إماراتي يجيد اللعب في الوسط.

## مسيرة اللاعب
لعب مع نادي الشارقة ونادي اتحاد كلباء ونادي العروبة.

## روابط خارجية
- محين خليفة على موقع Soccerway.com (الإنجليزية)